# Pelourinho de Candosa
O Pelourinho de Candosa é um pelourinho situado na freguesia de Candosa, no município de Tábua, distrito de Coimbra, em Portugal.
Está classificado como Imóvel de Interesse Público desde 1933.
Este pelourinho é um monumento quinhentista de granito, provavelmente contemporâneo do foral manuelino passado em 1514. A coluna oitavada, assente en dois degraus, termina em capitel cónico de remate bolboso.